# Мајуми Омацу
Мајуми Омацу (јап. 大松 真由美; 12. јул 1970) бивша је јапанска фудбалерка.

## Репрезентација
За репрезентацију Јапана дебитовала је 1997. године. Са репрезентацијом Јапана наступала је на Светском првенству (1999). За тај тим одиграла је 12 утакмица и постигла је 1 гол.

## Статистика
| Јапан  | Јапан | Јапан |
| Год.   | Ута.  | Гол.  |
| ------ | ----- | ----- |
| 1997   | 6     | 1     |
| 1998   | 5     | 0     |
| 1999   | 1     | 0     |
| Укупно | 12    | 1     |